# Compañero de ruta capitalista
En el pensamiento maoísta, seguidor de la vía capitalista (en chino, 走资派; pinyin, zǒu zī pài, o 走资本主义道路的当权派, pinyin: zǒu zī běn zhǔ yì lù xiàn de dāng quán pài) es un término despectivo para referirse a una persona o grupo político que, si bien pertenece técnicamente al espectro de la izquierda, muestra una preferencia relativamente marcada hacia las ideas de la burguesía (o cede a la presión ideológica de esta última), por lo que intentará por consecuencia llevar a la revolución china originalmente comunista por una senda capitalista. Es decir, si se les permitiese hacerlo o si se les presentase la oportunidad, estas fuerzas acabarían restaurando el régimen político-económico de explotación del capitalismo; en otras palabras, estas fuerzas llevarían a la sociedad china -o a cualquier otra comunista- de regreso a la “vía capitalista”.

## Origen del término
El término apareció por primera vez dentro de la literatura del Partido Comunista Chino en 1965, pero la idea detrás del concepto ya había sido originalmente anticipada por Mao Zedong (o Mao Tse-tung) en 1956-1957, durante la denominada Campaña de las Cien Flores. Esta, que supuestamente había sido concebida para que los individuos expresasen su opinión acerca de las carencias y problemas políticos del país, le permitió a Mao sondear lo que él consideraba como tendencias reaccionarias dentro del Partido. Los compañeros de ruta capitalistas son descritos como representantes de la clase burguesa o capitalista infiltrados dentro de la estructura del Partido Comunista y que pretendían restaurar el capitalismo, mientras fingían o simulaban defender el régimen socialista.

## El ascenso político de Deng Xiaoping
Mao alegaba que Deng Xiaoping era un compañero de ruta capitalista y que la Unión Soviética había sido supuestamente víctima de estos compañeros de ruta desde el gobierno de Nikita Jrushchov (justamente la denuncia que realizase éste del anterior régimen del fallecido Iósif Stalin, a partir de su posteriormente célebre discurso secreto del 25 de febrero de 1956, alejó paulatinamente a Mao de la URSS, hasta romper definitivamente con ella a comienzos de la década de 1960, en lo que históricamente sería denominado cisma sino-soviético).
Tras la muerte de Mao en 1976, Deng Xiaoping, quien había sido acusado en su momento por Mao de ser un compañero capitalista de ruta, logró ascender rápidamente a través de la estructura de poder del PCCh. A partir de 1978 -luego de haber realizado un viaje por el sur del país, en cercanías de la entonces todavía colonia británica de Hong Kong- comenzaría una tímida reforma económica, inicialmente dirigida a mejorar la productividad del siempre crítico (desde el punto de vista de la seguridad alimentaria) sector agrícola del país. Para cuando murió el 19 de febrero de 1997, a los 92 años de edad, la nueva China que él dejaba ya se había abierto definitivamente a la inversión extranjera directa de los grandes multinacionales.

## Nota y referencia
1. ↑  S. Chan,  The image of a "Capitalist Roader": Some dissident short stories in the hundred flowers period (“La imagen de un compañero de ruta capitalista chino: Algunas cortas historias de disidentes en el periodo de las cien flores”, Australian Journal of Chinese Affairs, número 2, 1979.